# Beate Grimsrud

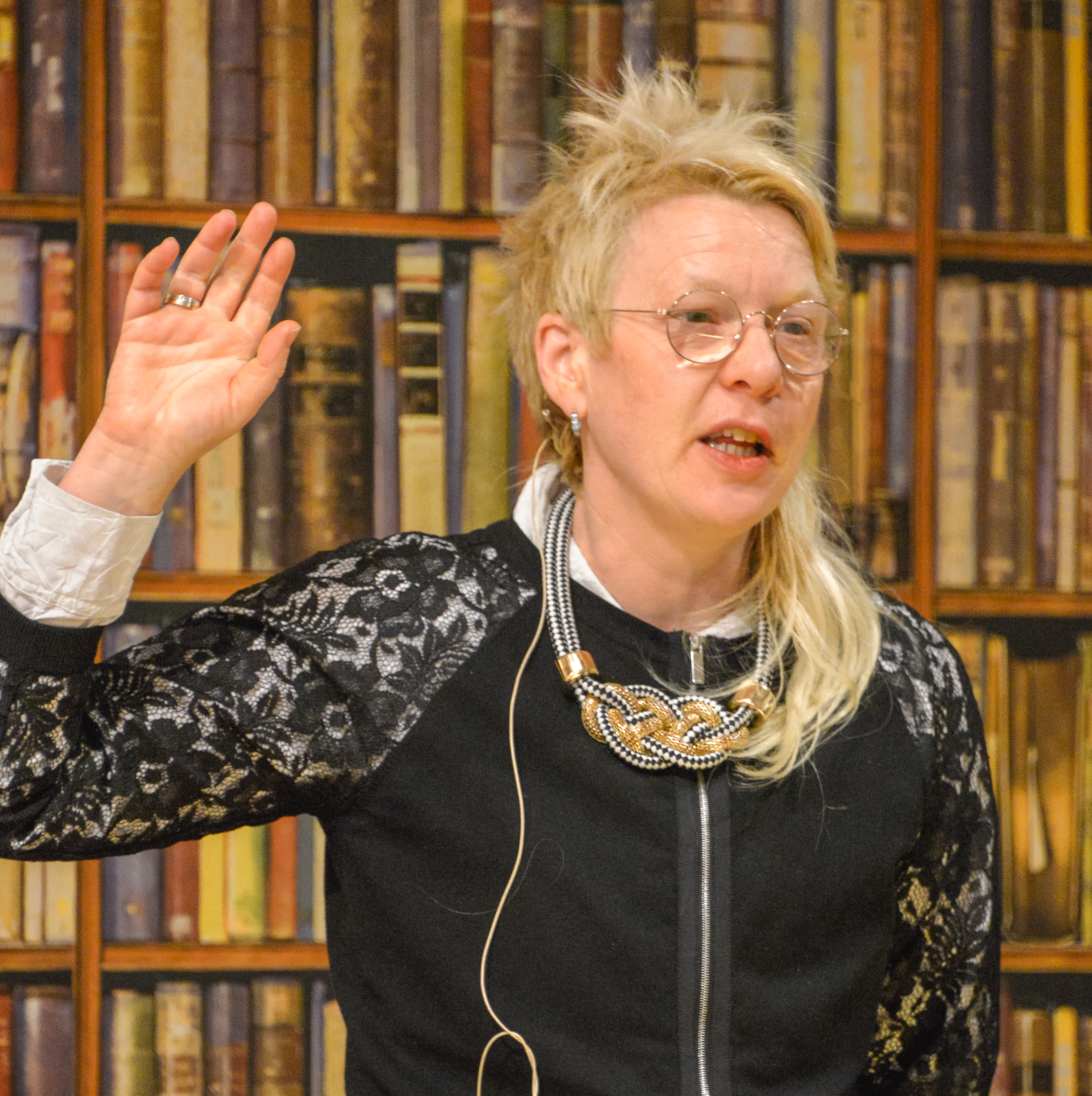
Beate Grimsrud, 2015

Beate Grimsrud (* 28. April 1963 in Bærum, Norwegen; † 1. Juli 2020 in Stockholm, Schweden) war eine norwegische Schriftstellerin und Filmregisseurin.

## Leben
Beate Grimsrud wuchs in Norwegen auf und lebte ab 1984 im Stockholmer Stadtteil Södermalm. Auf der Insel Biskops-Arnö in der Gemeinde Håbo besuchte sie die bekannte Autorenschule. Sie schrieb Bücher sowohl in schwedischer als auch in norwegischer Sprache. Rasch entwickelte sie eine unverwechselbare Stimme, mit einer ganz eigenen Rezeption der surrealistischen und absurden Tradition, bei gleichzeitig großer sprachlicher Sensibilität.
Sie debütierte 1989 mit der Kurzgeschichtensammlung Det fins grenser for hva jeg ikke forstår (etwa: Es gibt Grenzen für das, was ich nicht verstehe). Nach ihrem 1993 erschienenen Romandebüt Continental Heaven schrieb sie sechs weitere Romane und zusammen mit der schwedischen Schriftstellerin Inger Alfvén drei Kinderbücher.
Der Durchbruch gelang Grimsrud mit ihrem zweiten Roman Å smyge forbi en øks (1998), der die Welt aus der Perspektive eines eigenwilligen und verletzlichen Mädchens schildert. Lydias Familie, darunter sechs Geschwister, ist verarmt und finanziert ihren Lebensunterhalt teilweise mit dem Verkauf zufällig auf einer Müllhalde gefundener Dinge. Der Roman setzt sich aus kurzen, heterogenen Kapiteln zusammen, eine Technik, die sie später weiter kultivieren sollte. So besteht der Roman Søvnens lekkasje (etwa: Das Leck im Schlaf) aus dem Jahr 2007 aus etwa 60 kurzen Geschichten, die häufig einer Traumlogik folgen. In den Texten kehren sowohl Figuren aus Grimsruds früheren Romanen als auch aus der Weltliteratur wieder. Auftritte haben zum Beispiel Sisyphos, Dostojewskis Raskonikow und der anonyme Ich-Erzähler aus Knut Hamsuns Roman Hunger. Manche Themen griff Grimsrud erneut in ihrem 2010 erschienenen Roman En dåre fri auf, der mit der sensiblen Eli einen typischen Charakter der Autorin präsentiert: Sie lebt allein in ihrer Wohnung, teilt ihr Leben aber mit Espen, Erik und Emil, drei Personen, bei denen es sich eigentlich um Stimmen handelt. Eli verbringt ihre Tage zeitweise in einer psychiatrischen Anstalt, in der sie einerseits auf Verständnis trifft und andererseits grob misshandelt wird. Gesellschaftskritik und befreiende Fantasie gehen – wie oft bei Grimsrud – Hand in Hand.
Neben den literarischen Arbeiten trat Grimsrud zunehmend auch als Filmemacherin hervor. Ihr mit dem Amanda-Preis ausgezeichneter Dokumentarfilm Noen spørsmål om boksing (etwa: Einige Fragen über das Boxen) aus dem Jahr 1999 porträtiert Frauen im Boxring. Grimsrud selbst übte den Sport viele Jahre lang aus. Zum Spielfilm Ballen i øyet (2000) steuerte sie das Drehbuch bei, das ebenfalls deutliche Parallelen zu ihrem eigenen Leben aufweist. Im Zentrum des Films steht ein stark sehbehindertes Mädchen, das eines Tages beim Fußballspielen einen Ball in das Auge bekommt und bewusstlos wird. Daneben verfasste Grimsrud weitere Drehbücher und auch Hörspiele.
Wenige Wochen vor Beate Grimsruds Tod erschien 2020 ihr letzter Roman Jeg foreslår at vi våkner (wörtlich: Ich schlage vor, dass wir aufwachen), der überschwängliche Kritiken erhielt und sofort als zentrales Werk im Œuvre von Grimsrud wahrgenommen wurde. Protagonistin des Romans ist die in Stockholm lebende norwegische Dramatikerin Vilde Berg, die erfährt, dass sie unheilbar erkrankt ist. In einer auch sprachlich furiosen Achterbahnfahrt, in der sich Verzweiflung, ständige Therapiesitzungen und burlesker Humor abwechseln, sind Realität und Traumpassagen nicht immer zu unterscheiden.
Grimsrud thematisierte vor ihrem Tod in mehreren Interviews ihre Krebserkrankung. Am 1. Juli 2020 starb sie nach längerer Krankheit in Stockholm.

## Auszeichnungen
Beate Grimsrud erhielt im Jahr 2000 für Å smyge forbi en øks den mit 50.000 Kronen dotierten Romanpreis des Schwedischen Radios. Als bisher einzige Schriftstellerin wurde sie zweimal mit diesem Preis ausgezeichnet, denn für En dåre fri erhielt sie im Jahr 2011 den Preis erneut. Beide Bücher wurden auch ins Deutsche übersetzt, wobei ersteres unter dem Titel An einer Axt vorbeischleichen 2006 beim Kölner Kleinverlag Tisch 7 veröffentlicht wurde und letzteres 2014 beim Münchener btb-Verlag unter dem Titel Verrückt und frei erschien.
2011 wurde ihr Buch En dåre fri für den Literaturpreis des Nordischen Rates nominiert – und zwar, was sich zuvor nie ereignet hatte, von zwei Ländern (Norwegen, Schweden) gleichzeitig.
Weitere Auszeichnungen (Auswahl):
- Aftonbladets litteraturpris 2002 für Hva er det som fins i skogen barn?
- Romanpreis der P2-Zuhörer 2007 für Søvnens lekkasje
- Kritikerprisen 2010 für En dåre fri
- Doblougpreis 2011 für ihr Gesamtwerk
- Brageprisen 2020 für Jeg foreslår at vi våkner[7]

## Werke (Auswahl)
Romane
- Continental Heaven (1993).
- Å smyge forbi en øks (1998).
  - An einer Axt vorbeischleichen, Tisch 7, Köln 2006, ISBN 3-938476-10-9.
- Hva er det som fins i skogen barn? (2002).
- Søvnens lekkasje (2007).
  - Auszüge in deutscher Übersetzung in der Literaturzeitschrift Literaturbote, H. 135/136, Frankfurt am Main 2019, ISSN 1617-6871.
- En dåre fri (2010).
  - Verrückt und frei, btb, München 2014, ISBN 978-3-442-75336-9.
- Evighetsbarna (2015).
- Jeg foreslår at vi våkner (2020).

Kinderbücher
- Klar ferdig gå! (2007, mit Inger Alfvén).
- Alba og Adam (2008, mit Inger Alfvén).
- Dinosaurene og de dansende trærne (2009, mit Inger Alfvén).

Kurzgeschichten
- Det fins grenser for hva jeg ikke forstår (1989).

Dokumentarfilme
- Noen spørsmål om boksing (1999).
- Det pleier å gå bra (2010).

Drehbücher
- En film om fotboll (1996).
- Ballen i øyet (2000).